# Taurasi
Taurasi è un comune italiano di 2 076 abitanti della provincia di Avellino in Campania.

## Storia

### Età antica
Alcuni ritrovamenti archeologici in contrada San Martino attestano insediamenti già dal Neolitico; il toponimo è però di origine osco-sabellica, con chiaro riferimento al toro. In epoca romana il territorio dell'attuale Taurasi dovette trovarsi nell'orbita di Aeculanum.
Nell'epitaffio inciso sul sarcofago del legato romano Lucio Cornelio Scipione Barbato (il quale combatté nella terza guerra sannitica del 298 a.C.) è citata la conquista di Taurasia Cisauna nel Sannio; è tuttavia da escludere che tale antica città corrispondesse all'attuale Taurasi, poiché il suo territorio (l'Ager Taurasinus) doveva invece estendersi a nord-est della colonia romana di Beneventum, presso l'attuale Circello, nell'area in cui si sarebbero poi stanziati (nel 180 a.C.) i Liguri Bebiani.

### Medioevo

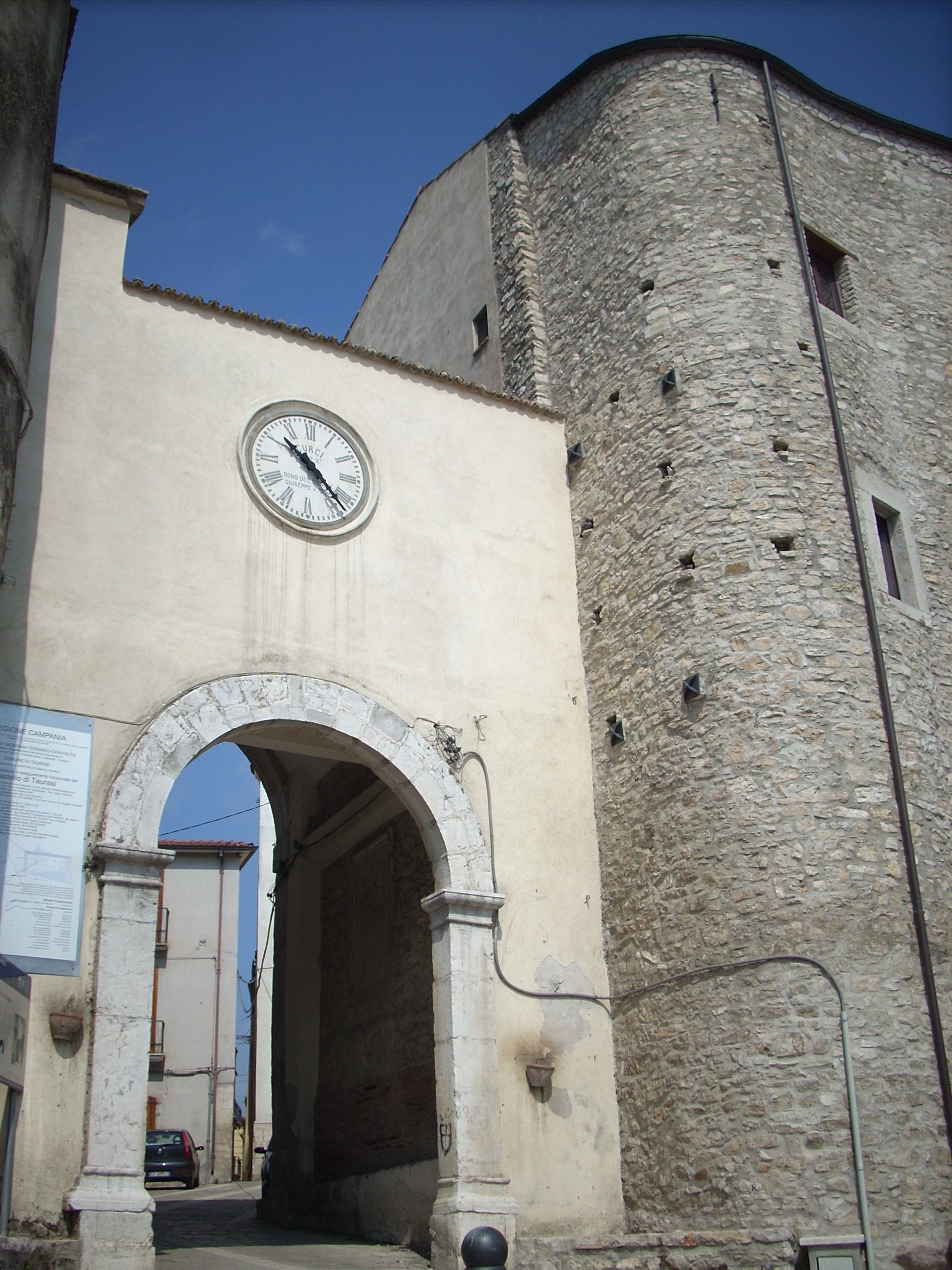
Antico ingresso del paese, a fianco al castello.

La creazione dell'odierna Taurasi, quasi sul medesimo sito, si ebbe con l'arrivo dei Longobardi. Nell'883, e tra il 900-910, il centro subisce una serie di distruzioni da parte dei Saraceni. Con l'arrivo dei Normanni, il "Castelli Taurase" venne ricostruito ed assegnato, nel 1101, a Trogisio di Taurasi, della stirpe dei Sanseverino. In questo periodo la baronia di Taurasi raggiunge il suo massimo prestigio ed importanza, arrivando dalle porte di Benevento e Avellino sino al territorio di Sant'Angelo dei Lombardi.
Il primo documento in cui viene citata la vite di Taurasi risale invece al novembre 1179, periodo in cui sorgono le prime abitazioni.

### Età moderna
Passato per un lungo periodo di barone in barone, tanto da arrivare ad essere un possedimento dei Lautrec, e poi dei Caracciolo, il feudo ritornò nelle mani dei Gesualdo. Carlo Gesualdo, che qui trascorse l'infanzia, si dedicò particolarmente all'opera di ricostruzione e ristrutturazione della città. Taurasi, fu progressivamente abbellita con nuovi e splendidi palazzi. Il principe madrigalista, noto, oltre che per aver musicato vari testi di Torquato Tasso, per aver trucidato la moglie Maria d'Avalos, sorpresa insieme al suo amante Fabrizio Carafa, amò talmente Taurasi da dedicargli un pensiero anche nel suo testamento.
Nel corso del XVII secolo, più della metà degli abitanti di Taurasi fu decimata dall'epidemia di peste del 1656 che investì l'Italia. Arrivarono, poi, i Carafa d'Aragona e, dal 1726, i Latilla. Nel quadriennio 1743-46 il suo territorio fu soggetto alla giurisdizione del regio consolato di commercio di Ariano, nell'ambito della provincia di Principato Ultra. Superata la parentesi della Repubblica Napoletana, durante la quale anche a Taurasi fu piantato l'albero della libertà, i Latilla tornarono a Taurasi e vi rimasero fino all'abolizione della feudalità.
Nel 1809 il comune di Taurasi, il quale fu aggregato amministrativamente al circondario di Mirabella nell'ambito del distretto di Ariano, all'interno della provincia di Principato Ultra. Nel 1860 Taurasi è annessa al Regno d'Italia e aggregata al mandamento di Mirabella, nell'ambito del circondario di Ariano di Puglia, all'interno della provincia di Avellino.

## Monumenti e luoghi d'interesse
- Chiesa di San Marciano
- castello Marchionale

## Società

### Evoluzione demografica
Abitanti censiti

### Lingue e dialetti
Accanto alla lingua italiana, nel territorio di Taurasi è in uso una varietà del dialetto irpino.

## Economia

### Vino
Tra le produzioni principali del comune vi è il vino omonimo, che vanta la denominazione DOCG. Il Taurasi viene prodotto a Taurasi, Bonito, Castelfranci, Castelvetere sul Calore, Fontanarosa, Lapio, Luogosano, Mirabella Eclano, Montefalcione, Montemarano, Montemiletto, Paternopoli, Pietradefusi, Sant'Angelo all'Esca, San Mango sul Calore, Torre Le Nocelle e Venticano.

### Olio d'oliva
Caratteristico del territorio è anche l'olio DOP extravergine "Irpinia - Colline dell'Ufita".

## Infrastrutture e trasporti

### Strade
Il comune è interessato dal percorso delle strade provinciali 52, 57 e 215.

### Ferrovie
Il comune è servito dalla stazione di Taurasi, sulla ferrovia Avellino-Rocchetta Sant'Antonio, attiva per soli treni storici e/o turistici.

### Mobilità urbana
Il comune è connesso al capoluogo e ad altre località circostanti da alcune linee di autobus di AIR Campania.

## Amministrazione

### Altre informazioni amministrative
Il comune fa parte dell'Unione dei comuni Terre di Mezzo.